# Water from the Wells of Home
Water from the Wells of Home è il quarantottesimo album in studio del cantante country statunitense Johnny Cash, pubblicato nel 1988 a nome Johnny Cash with friends.

## Tracce
1. Ballad of a Teenage Queen (Jack Clement) – 2:45 – con Rosanne Cash & the Everly Brothers
2. As Long as I Live (Roy Acuff) – 2:58 – con Emmylou Harris & Roy Acuff
3. Where Did We Go Right (Dave Loggins, Don Schlitz) – 2:58 – con June Carter Cash & The Carter Family
4. The Last of the Drifters (Tom T. Hall) – 3:17 – con Tom T. Hall
5. Call Me the Breeze (J. J. Cale) – 3:24 – con John Carter Cash
6. That Old Wheel (Jennifer Pierce) – 2:49 – con Hank Williams Jr.
7. Sweeter Than the Flowers (Morry Burns, Syd Nathan, Ervin T. Rouse) – 2:56 – con Waylon Jennings
8. A Croft in Clachan (The Ballad of Rob MacDunn) (Johnny Cash) – 4:04 – con Glen Campbell
9. New Moon Over Jamaica (Johnny Cash, Tom T. Hall, Paul McCartney) – 3:12 – con Paul McCartney
10. Water from the Wells of Home (Johnny Cash) – 2:58 – con John Carter Cash
11. Johnny Cash Interview (bonus track) – 5:47